# Alessandro Scarlatti

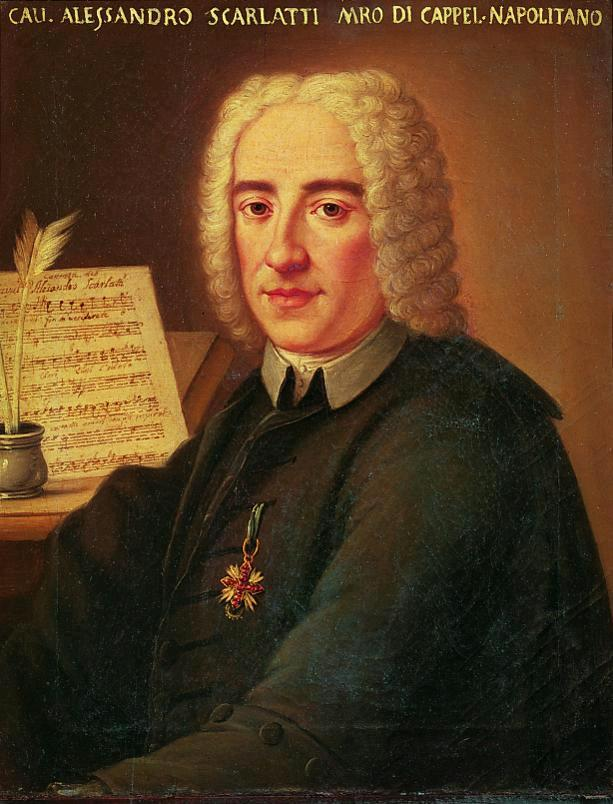
Alessandro Scarlatti, vermutlich um 1715. Das Notenblatt weist ihn als Meister der Kantate aus.

Pietro Alessandro Gaspare Scarlatti (* 2. Mai 1660 auf Sizilien (entweder in Trapani oder Palermo); † 24. Oktober 1725 in Neapel) war ein italienischer Komponist des Barock und der „neapolitanischen Schule“, der besonders für seine Vokalmusik wie Opern, Oratorien und Kantaten berühmt ist.
Bereits in seiner Kindheit kam Scarlatti nach Rom, wo er Kontakte zu wichtigen Mäzenen wie den Kardinälen Benedetto Pamphilj und Pietro Ottoboni knüpfen konnte. Anstellung erhielt er als Kapellmeister an römischen Kirchen. Wegen der Restriktionen, die die Oper und Feiern mit weltlicher Musik in Rom unterworfen waren, wandte er sich 1684 nach Neapel. Hier hatte er als Hofkapellmeister auch die Aufgabe, neue Opern zu verfassen, der Tätigkeitsbereich, der ihm europäischen Ruhm einbrachte. Aufgrund der Unsicherheit Neapels im Spanischen Erbfolgekrieg versuchte Scarlatti in Florenz und später in Venedig Fuß zu fassen, was jedoch nicht gelang. In Rom konzentrierte er sich erneut auf Kirchenmusik und auf weltliche Kantaten für die „Accademia dell’Arcadia“, deren Mitglied er 1706 wurde. Ein zweiter Aufenthalt in Neapel als Hofkapellmeister setzte ihn der Konkurrenz einer inzwischen erfolgreich gewordenen jüngeren Komponistengeneration aus, weshalb er sich in späten Jahren auch einige Zeit wieder vorwiegend in Rom in der Nähe konservativerer Mäzene aufhielt.
Scarlattis Werke repräsentieren mustergültig den hochbarocken Stil um 1700 mit deutlich ausgeprägten Gattungsmerkmalen. Die Oper wird mit einer durch Scarlatti typisierten dreisätzigen Sinfonia eröffnet und bietet eine Folge von abwechselnden Rezitativen für die Entwicklung der Handlung und Arien, die als musikalische Höhepunkte auf einen oder zwei Affekte fokussieren. Als zentraler Vertreter einer hochartifiziellen Opera seria beteiligte sich Scarlatti jedoch auch an der Entwicklung der komischen Oper, die er gleichwohl mit heroischen Zügen versah. In Rom diente das Oratorium als Ersatz für die Oper, Scarlattis Gattungsbeiträge nähern diese geistlichen Werke der Oper an. Zu den Höhepunkten ihrer Gattung gehören Scarlattis zahlreiche weltliche Kantaten oft zu arkadischen Texten über Liebende in pastoralen Landschaften. Scarlatti setzte die Folge Rezitativ – Arie – Rezitativ – Arie über einem tonalen Zentrum durch, setzte für sein anspruchsvolles Publikum jedoch Überraschungsmomente.
In Scarlattis Kirchenmusik stehen Messen im stile antico neben konzertanten Messen, für die Missa solemnis wurde er vorbildlich. In seinen Concerti grossi bemühte sich Scarlatti unter Hinzuziehung von Bläsern um differenzierte Klangfacetten. Die Quattro sonate a quattro nehmen die später standardisierte Streichquartettbesetzung vorweg. In seiner Kammermusik spielt die Flöte eine herausragende Rolle. Die Toccaten für Cembalo zeigen pädagogische Qualitäten.
Früher wurde Scarlatti unzutreffenderweise als Lehrerfigur einer neapolitanischen Opernschule apostrophiert, es lassen sich jedoch kaum Schüler nachweisen. Einfluss übte er auf Georg Friedrich Händel und Johann Adolf Hasse aus. Trotz internationalen Erfolgs gab es bereits zu Lebzeiten Kritik gegenüber seiner konservativen Ausrichtung in späten Jahren. Heute ermöglichen Aufnahmen, die wichtige Rolle Scarlattis für den außergewöhnlich langen Erfolg der Gattung Opera seria nachzuvollziehen.
Unter Scarlattis Söhnen ist vor allem Domenico Scarlatti für seine Sonaten für Cembalo berühmt geworden.

## Leben

### Kindheit und Jugend
Alessandro Scarlatti entstammte einer Künstlerfamilie aus Palermo und war der zweite Sohn des Tenors Pietro Scarlata (die Form „Scarlatti“ wurde ab 1672 benutzt) und der Eleonora d’Amato, einer Verwandten des sizilianischen Komponisten Vincenzo Amato. Von acht Geschwistern wurden fünf Musiker. Unter den Taufpaten der Kinder finden sich neben Amato weitere anerkannte Musiker wie Marc’Antonio Sportonio und Antonio Valenti, die die musikalische Begabung Alessandros bemerkten und förderten. 1670 starb Amato, der als Maestro di cappella der Kathedrale die Familie unterstützen konnte, und 1672 bewog eine Hungersnot die Familie, Palermo zu verlassen. Alessandro wurde mit zwei Schwestern nach Rom geschickt, wo er eventuell Unterricht bei Giacomo Carissimi erhielt, was wahrscheinlich erscheint, da Sportonio dessen Schüler war.

### Kapellmeister in Rom, Neapel und Florenz

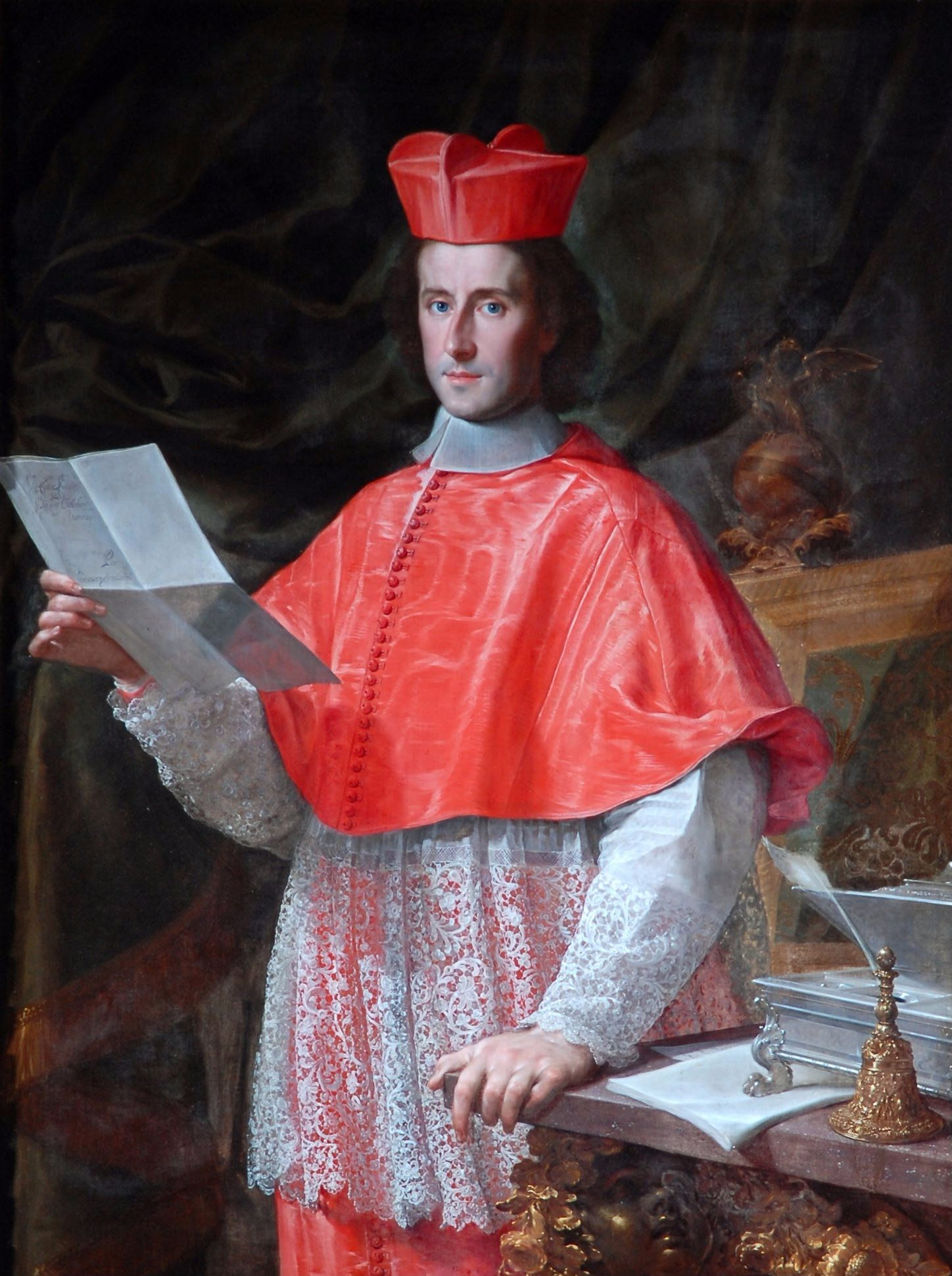
Francesco Trevisani, Kardinal Pietro Ottoboni, Bowes Museum, Nordengland

1678 zog Scarlatti in den Palast des bedeutenden Architekten Gian Lorenzo Bernini, wo auch Antonia Anzaleone wohnte, die er am 12. April desselben Jahres erst siebzehnjährig heiratete. 1679 war Filippo Bernini, Sohn des großen Architekten, Taufpate von Scarlattis erstem Sohn. Am 16. Dezember 1678 trat Scarlatti die Stelle des Kapellmeisters an San Giacomo degli Incurabili an und leitete bis 1682 im Sommer die Feste San Giacomo apostolo, die den Musikern eine relativ große Summe einbrachten. Der Herzog von Paganica gab bei ihm ein Oratorium für eine Aufführung während der Fastenzeit in Santissimo Crocifisso in Auftrag. Kardinal Benedetto Pamphilj stellte ihm seine eigenen Gedichte zur Vertonung zur Verfügung und war möglicherweise dafür verantwortlich, dass Scarlatti in den Kreis der Königin Christine von Schweden aufgenommen wurde. Diese war von seiner ersten Oper Gli equivoci nel sembiante so begeistert, dass sie eine Zweitaufführung finanzierte und Scarlatti zu ihrem Kapellmeister machte. In ihrem Palazzo hielt sie die Accademia Reale ab, aus der später die Accademia dell’Arcadia hervorging, wo auch Scarlattis Mäzene Francesco Maria Ruspoli und Pietro Ottoboni anzutreffen waren. Im Umfeld dieser literarischen Akademie entstanden zahlreiche Kantaten Scarlattis.
1683 wechselte Scarlatti als Kapellmeister an die Kirche San Girolamo della Carità, wo das angegliederte Oratorium mehr Möglichkeiten bot, sich als Oratorienkomponist geistlichen Förderern zu präsentieren. Neben der Musik für gewöhnliche Gottesdienste war er für Beiträge zu Weihnachten, in der Karwoche und zum Fest des Heiligen Philipp Neri zuständig.

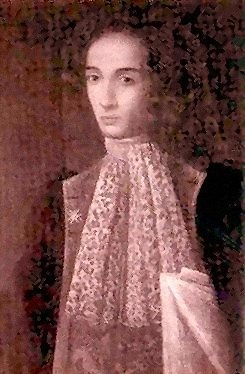
Lorenzo Vacaro: Portrait des Alessandro Scarlatti, wahrscheinlich aus den 1680er Jahren

Da aufgrund der Abneigung, die Papst Innozenz XI. gegenüber Opern hegte, diese in Rom nur in privaten Aufführungen aristokratischer Mäzene realisiert werden konnten, gelang es den neapolitanischen Herzögen von Maddaloni, Scarlatti zu überreden, sein Glück in Neapel zu versuchen mit der Aussicht auf die Nachfolge von Marc’Antonio Ziani als Leiter der königlichen Kapelle. 1683 wurde der spanische Botschafter am Vatikan, Marchese di Carpio, zum Vizekönig von Neapel ernannt. Er tauschte die Leitung des Teatro San Bartolomeo aus. Scarlatti wurden durch den Impresario Filippo Schor 500 scudi Gehalt für eine Opernsaison angeboten. Zudem durfte er fünf Instrumentalisten, eine Sängerin und einen Kopisten auswählen und nach Neapel mitbringen. Im Winter 1683/84 wurden die neuen Opern La Psiche und Il Pompeo an verschiedenen neapolitanischen Häusern gegeben. 1684 folgte er Ziani als Kapellmeister nach, obwohl das Amt dem fast sechzigjährigen Francesco Provenzale zustand. Dies geschah mit Hilfe des Duca di Maddaloni und der Sänger seiner Kompagnie sowie gerüchteweise einer amourösen Beziehung einer seiner Schwestern zu zwei Hofbeamten.
Bevor Scarlattis Familie nachgekommen war, besuchte er in Rom die Taufe seiner Tochter Christina. Unter ihren Paten befand sich die Königin von Schweden, aus deren Diensten sich Scarlatti befreien musste, um das Amt in Neapel übernehmen zu können. Auch in Neapel pflegte er die Beziehungen zu seinen römischen Mäzenen. Für seinen römischen Gönner Pietro Ottoboni komponierte er auf dessen Libretto die Oper La Statira, die 1690 unter seiner Leitung im wiedereröffneten Teatro Tordinona in Rom uraufgeführt wurde. Von der Doppelhochzeit in der Familie Ottoboni, die in diesem Jahr stattfand, scheint eine Freundschaft Scarlattis mit Ottoboni herzurühren.
1689 trat Scarlatti eine Stelle als Kompositionslehrer am Conservatorio di Santa Maria di Loreto in Neapel an, suchte aber nach zwei Monaten um Unterbrechung der Lehrtätigkeit an und wurde nach weiteren zwei Monaten gekündigt. Auch später brachte sein mangelnder Einsatz beim Unterrichten Scarlatti Kritik ein.
Zu den Aufgaben des Hofkapellmeisters gehörte das Verfassen von Opern und von Arien für aus Venedig importierte Opern, zudem von Serenatas und Kantaten. Die Kapelle konnte bei Gottesdiensten jedoch auch von anderen Mitgliedern geleitet werden. Scarlattis Kontrahenten dürften seine Position am Hof vorübergehend geschwächt haben, sodass er nach dem Tod des Vizekönigs 1687 kurzfristig aus der Position ausschied. In den 1690er Jahren verbreitete sich Scarlattis Ruhm als Opernkomponist über Europa. 1693 übernahm Scarlatti die künstlerische Leitung des Opernhauses San Bartolomeo. Trotz seiner großen und erfolgreichen Produktion von Opern in dieser Zeit war er aufgrund finanzieller Probleme gezwungen, um Zahlung aufgelaufener Rückstände seines Gehalts zu bitten.
1701 konnte Scarlatti die Ernennung seines Sohnes Domenico als Organist und Komponist der königlichen Kapelle erreichen. Die Unsicherheit Neapels im spanischen Erbfolgekrieg, als der Streit der rivalisierenden Königshäuser durch alle Gesellschaftsschichten ging, motivierte Scarlatti, in Florenz am Hof von Cosimo III. de’ Medici (1642/1670–1723), Großherzog der Toskana, nach einer Stelle Ausschau zu halten. Er erhielt in Neapel jedoch nur vier Monate Urlaub. Die Reise der Familie Scarlatti nach Florenz ist durch Briefe dokumentiert. Wie in Neapel stieß Scarlatti in Florenz als fremder Komponist bei den Musikern auf Distanz und Ablehnung. Auf dem Landsitz in Pratolino kam Scarlattis Flavio Cuniberto zur Aufführung. Auch in Rom sah sich Scarlatti nach einer neuen Stelle um und verzögerte seine Rückkehr nach Neapel. Dort bat er im Dezember 1702 um Entlassung aus der Kapelle, erhielt aber nur eine zweimonatige Suspendierung. Da Scarlatti jedoch nicht mehr erschien, wurde nach sieben Monaten seine Nachfolge ausgeschrieben.

### Geistliche Musik in Rom, Opern in Venedig, Neapel und Rom
In Rom wurde von Papst Clemens XI. anlässlich von Erdbeben ein generelles Verbot von Feiern mit weltlicher Musik während des Karnevals ausgesprochen. Scarlatti konzentrierte sich also auf die Komposition geistlicher Musik. Auch hier fand Scarlatti Widerstand gegen eine Anstellung und wurde erst nach kontroverser Diskussion und mit Unterstützung von Ottoboni im Januar 1703 zum coadiutore des 80-jährigen Giovanni Bicilli an Santa Maria in Vallicella gewählt. Im Sommer leitete er aufsehenerregende Aufführungen von Vesperkompositionen in Santa Maria in Montesanto und San Marco: Das Publikum wendete sich vom Altar zu den Tribünen über den Eingangsportalen. Das hatte zur Folge, dass im folgenden Jahr der Aufbau solcher Tribünen verboten wurde. Im Dezember wurde Scarlatti zudem coadiutore von Antonio Foggia an der Basilika Santa Maria Maggiore. Die Hilfskapellmeisterstellen waren mit keiner festen Besoldung verbunden, weshalb Scarlatti seinen Verpflichtungen nicht ausreichend nachkam, sondern anderen Beschäftigungen nachging: Jedes Jahr von 1702 bis 1706 schrieb er eine Oper für Ferdinando de’ Medici in Florenz. Dieser Auftraggeber wechselte aber dann zu Giacomo Antonio Perti, da sein Publikum eine einfachere Musik wünschte. Kardinal Ottoboni stellte Scarlatti im April 1705 als ministro an. Es entstanden in Folge zahlreiche Kantaten auf Texte Ottobonis und anderer Kirchenfürsten. Mit Bernardo Pasquini und Arcangelo Corelli wurde er ein Jahr später zur „Accademia dell’Arcadia“ als Musiker und Poet zugelassen.

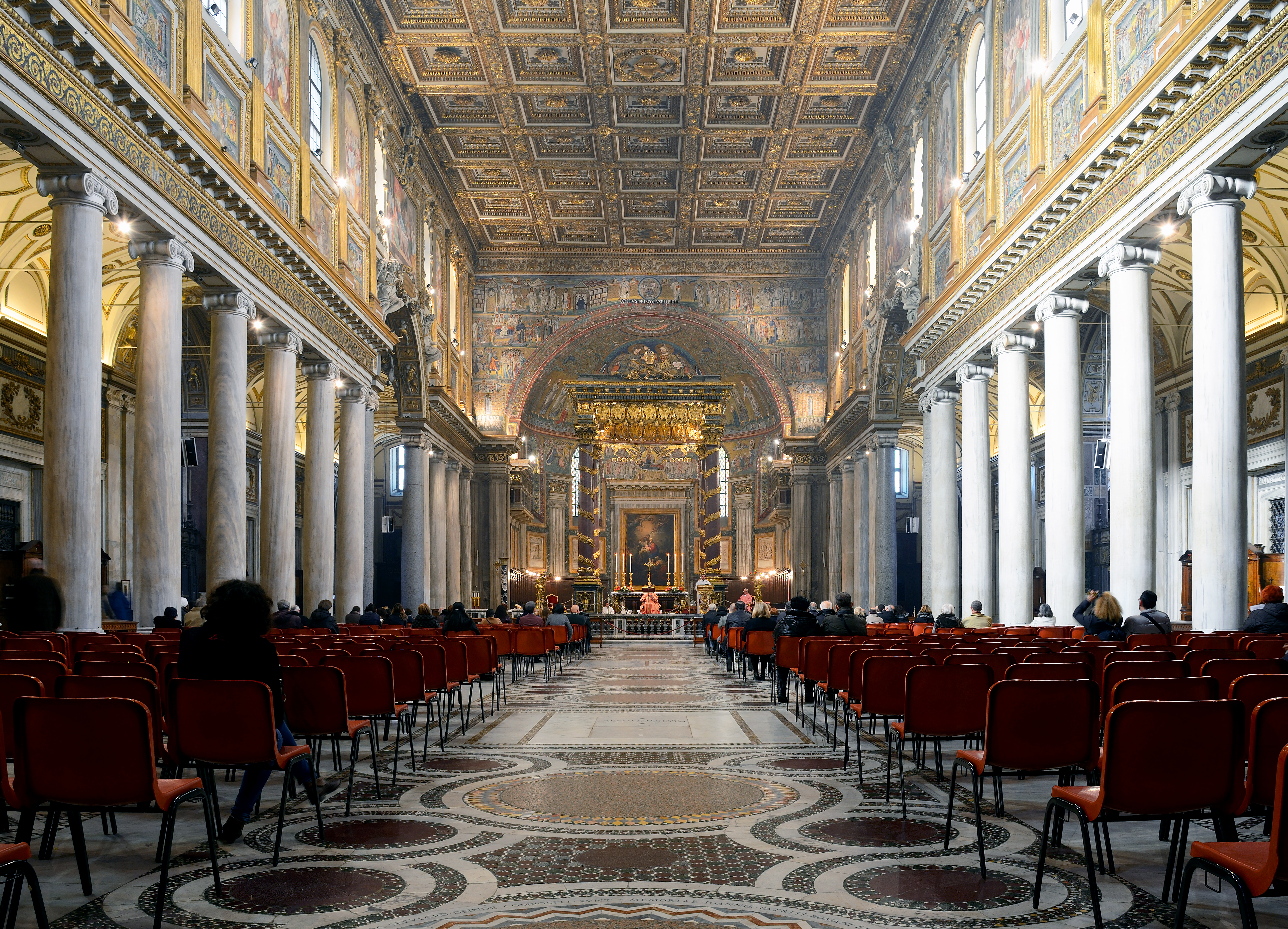
Santa Maria Maggiore in Rom

1706 reiste Scarlatti nach Venedig, um dort im Karneval 1707 als Opernkomponist mit Mitridate Eupatore und Il trionfo della libertà Fuß zu fassen. Die Unternehmung misslang jedoch, wobei die Kritik an seinen Opern als altmodisch, pathetisch und kompliziert eventuell von der eigentlichen Ablehnung des Komponisten sizilianischer Herkunft ablenken sollte. Scarlatti besuchte in Folge seinen Sohn Pietro in Urbino und bat von dort Ferdinando de’ Medici erfolglos um eine Auftragskomposition. Im Sommer 1707 übernahm er daher das ihm angetragene Amt als Kapellmeister von Santa Maria Maggiore als Nachfolger von Foggia, wobei festgelegt wurde, dass er bei allen Gottesdiensten die Musik zu leiten hatte. Im Kontext dieser Reisetätigkeiten wirft ein Dokument des Archivio Albani etwas Licht auf Scarlattis offenbar despotischen Charakter: Seine 23-jährige Tochter Christine, die während seines Aufenthaltes in Venedig in einem Kloster in Urbino untergebracht war, um den Versuchungen der verdorbenen Lagunenstadt nicht ausgesetzt zu sein, versuchte, sich im Kloster zu barrikadieren, um nicht den Vater zurück nach Rom begleiten zu müssen.

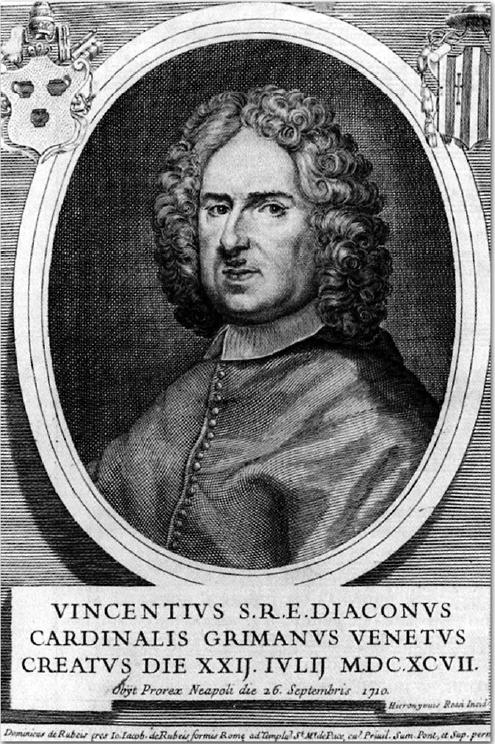
Vincenzo Kardinal Grimani (Porträtstich von Girolamo Grossi, um 1700)

1708 bemühte sich Scarlatti beim Kapitel von Santa Maria Maggiore um die Erlaubnis, vier Monate nach Neapel gehen zu dürfen, und schlug als Vertretung seinen Sohn Domenico vor. Dass ihm nur eine Woche bewilligt wurde und zudem ein Monatslohn als Pfand einbehalten worden wäre, dürfte seinen Entschluss bestärkt haben, Rom zu verlassen. Eine feste Stellung in Neapel wurde ihm wohl bereits in diesem Jahr durch den neuen österreichischen Vizekönig von Neapel, Kardinal Vincenzo Grimani, in Aussicht gestellt. 1709 erhielt Scarlatti wieder sein altes Amt Maestro di R. Cappella. In den Jahren seiner Abwesenheit hatte sich jedoch der Geschmack in Neapel gewandelt und der venezianische Stil Einzug gehalten. Scarlatti schuf dennoch zahlreiche weitere Opern, wobei er die Kontakte zu seinen römischen Förderern aufrechterhielt und Libretti von dort vertonte. Für den Kaiser Joseph I. von Österreich entstand 1710/11 die Oper Giunio Bruto als Gemeinschaftsarbeit der Komponisten Carlo Francesco Cesarini, Antonio Caldara und Scarlatti. Am erfolgreichsten unter Scarlattis späten Opern war Il Tigrane (1715). In dieser Zeit widmete sich Scarlatti auch vermehrt der Instrumentalmusik. 1716 entstand die Missa Clementina II aus Dankbarkeit für den Titel Cavaliere, der ihm von Clemens XI. verliehen worden war.
Von 1718 bis 1721 hielt sich Scarlatti wieder zumeist in Rom auf, wo die ältere Komponistengeneration aufgrund der konservativen Haltung der Mäzene länger erfolgreich bleiben konnte. Nach Caldaras Weggang nach Wien eröffneten sich für Scarlatti zudem neue Möglichkeiten, Förderer zu gewinnen, neben den Kardinälen nun zunehmend auch Botschafter aus Spanien und Portugal. Alessandro Scarlatti kamen nun die Kontakte seines Sohnes Domenico zum portugiesischen Hof zugute.
Die letzten Jahre verbrachte Scarlatti zurückgezogen in Neapel. Er war gleichwohl noch als Autorität geachtet und machte etwa die Bekanntschaft mit Johann Joachim Quantz und Johann Adolph Hasse. Ottoboni ließ Werke von Scarlatti in Rom wieder aufführen, in Neapel wurde die Auszahlung seines Gehalts jedoch verzögert oder verwehrt, sodass er in Schwierigkeiten kam, seine große Familie zu versorgen. Obwohl Scarlatti oft als Lehrerfigur einer „Neapolitanischen Schule“ genannt wurde, sind kaum Schüler nachzuweisen: Charles Burney nannte für das Jahr 1719 den Sizilianer Carlo Cotumacci, für 1725 Hasse.
Sein Grab befindet sich in der Kapelle der Hl. Cecilia in der Kirche S. Maria di Montesanto zu Neapel. Die vermutlich von Ottoboni verfasste Grabinschrift lautet: Heic situs est / eques Alexander Scarlatus / vir moderatione beneficentia / pietate insignis / musices instaurator maximus (dt. Hier ruht der Ritter Alexander Scarlattus, ausgezeichnet durch Mäßigung, Mildtätigkeit und Frömmigkeit, größter Erneuerer der Musik).
Alessandros Bruder Francesco (1666–1741) arbeitete ebenfalls als Komponist, genauso wie Giuseppe Scarlatti (1718/1723–1777), nach eigenen Angaben Alessandros Enkel. Alessandros Bruder Tommaso (um 1671–1760) war Opernsänger (Tenor).
Seit 1961 ist er Namensgeber für den Scarlatti Peak, einen Berg auf der Alexander-I.-Insel in der Antarktis.

## Musikalisches Schaffen
Bei Alessandro Scarlatti präsentiert sich „eine reife Kultur“ in „klassischen Werken“, die Gattungen sind „säuberlich voneinander unterschieden“ und „in sich vollkommen ausgebildet“.

### Opern

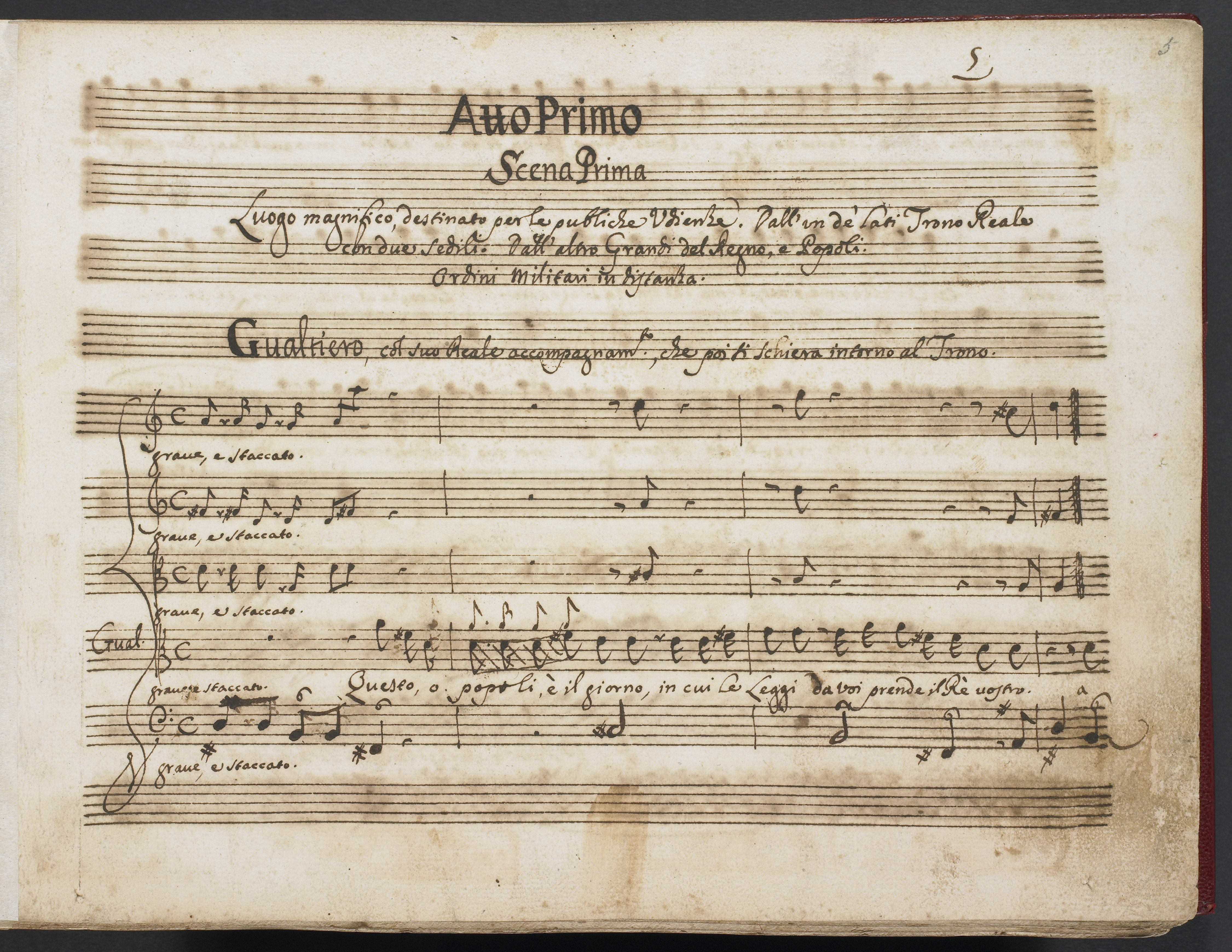
Manuskript von Griselda

Scarlatti führte um 1700 Oper und Oratorium in einer standardisierten Form zu einem „Höhepunkt im Sinne des Hochbarock“. Er schuf im späten 17. und frühen 18. Jahrhundert die bedeutendste Reihe von Opern, welche die zeittypische Entwicklung repräsentieren: zunehmender Nummerncharakter mit deutlicherer Trennung von Rezitativ und Arie. Bei dieser herrscht nun die Da-capo-Form vor, wobei das Gewicht des Textes zurücktritt gegenüber der musikalischen Gestaltung mit melodischer Erfindung und sängerischer Virtuosität begleitet von einem sorgfältig ausgearbeitetem Orchestersatz. Dabei wird Text und Drama in der Musik Rechnung getragen: Das nur durch Basso continuo begleitete recitativo semplice oder recitativo secco bleibt möglichst nahe an der Sprache und folgt mit harmonischen Fortschreitungen eng den inhaltlichen und emotionalen Wendungen des Textes. Dichte dramatische Situationen wie Gebete, Gelübte, Anrufungen oder Gefängnismonologe werden durch Orchesterbegleitung im recitativo obbligato oder recitativo accompagnato intensiviert. Eine Brücke zwischen dem freien Rezitativ und der rhythmisch regulären Arie schlägt das recitativo arioso. Die Arie in A-B-A-Form mit kontrastierendem Mittelteil vor der Wiederaufnahme des ersten Abschnittes fokussiert auf ein oder zwei Affekte.
Um den Beginn der Aufführung anzuzeigen, wurde der Oper ein Instrumentalstück vorausgestellt, das durch Scarlatti typisiert wurde als dreisätzige Sinfonia mit konzertierender rascher Eröffnung, signalartig und gerne mit Trompeten, einem langsamen Satz oder einer athematischen Überleitung und einem abschließenden zweiteiligen Satz mit Tanzcharakter, von dem beide Abschnitte wiederholt werden. Der größte Unterschied zur etwa zeitgleich in Frankreich von Lully standardisierten weniger beweglichen orchestralen Ouvertüre besteht im konzertanten Gestus. Während in der zeitlichen Folge die Vorrangstellung Italiens zurückging, blieb die neapolitanische Opernsinfonie bis zur Jahrhundertmitte gebräuchlich.

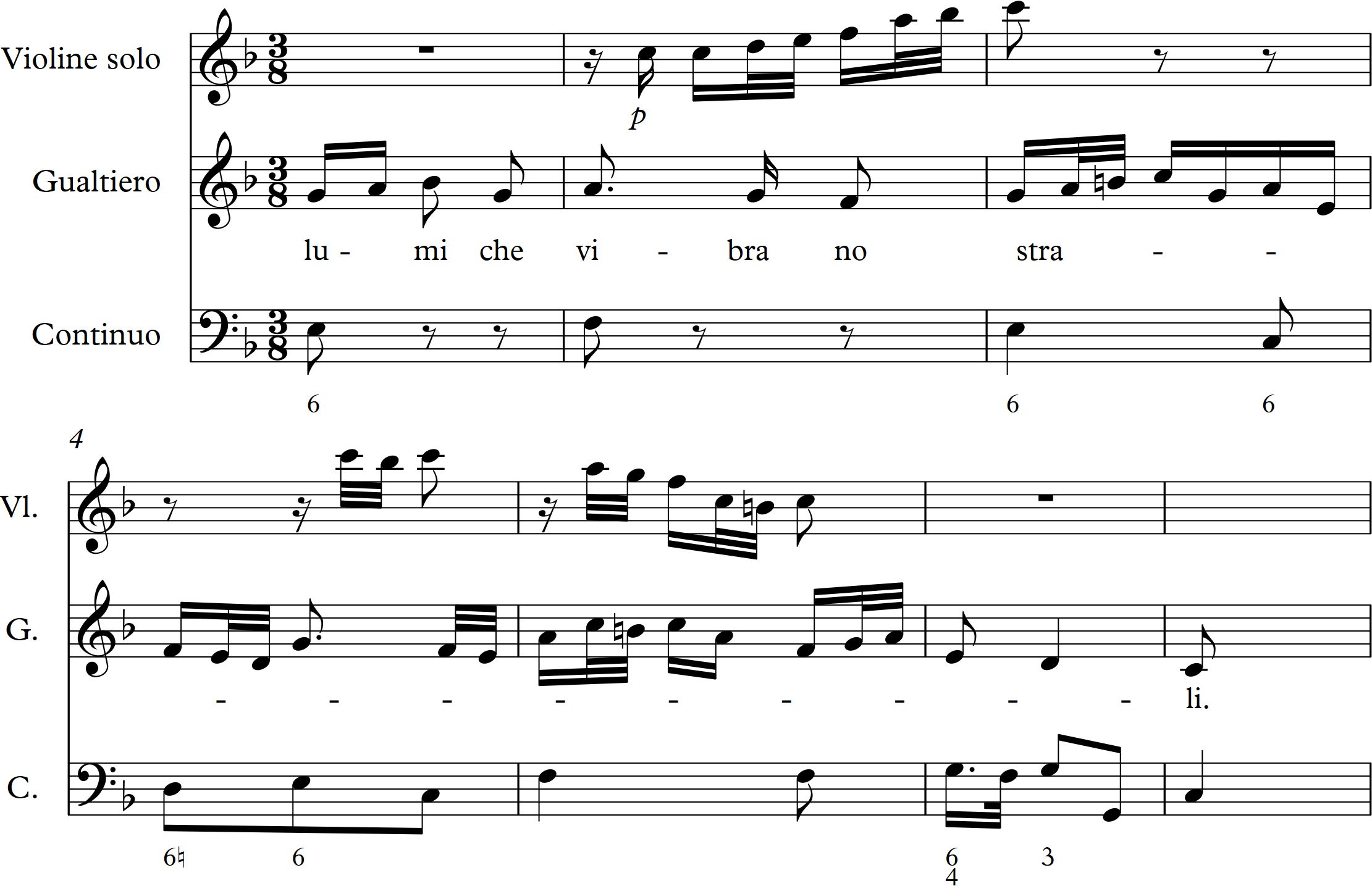
Ausschnitt aus Non sospira l’amor d’un regnante aus Griselda

In das Geschehen integrierte Instrumentalpartien haben oft malenden Charakter. Häufig finden sich Meeres- und Sturmbilder mit kreisenden Bewegungen für den Wellengang, fallende Wendungen für Schiffbruch und Abgründe. In „Non sospira l’amor d’un regnante“ aus Griselda beschreibt eine durchgehend eingesetzte Solovioline gleißendes Licht.
Molltonarten als Ausgangstonart verwendet Scarlatti im Laufe der Zeit immer seltener, ohne jedoch ihr Auftreten in einem Ausmaß auf die mittleren Teile geschlossener Stücke zu beschränken, wie es nach 1730 üblich wurde. Scarlatti erzeugte metrisch-rhythmische Komplexität durch Kontraktion oder Ausweitung musikalischer Figuren und durch Wiederholung von Motiven und Formeln. Trotz der so entstehenden unregelmäßigen Segmente bleibt ein Symmetrieprinzip gewahrt, indem etwa den beiden Teilen des Verses dieselbe Struktur zugewiesen wird. Seit Scarlatti wurde es üblich, den Siciliano zu stilisieren, häufig findet er sich auch bei Händel und noch Haydn nutzte ihn als musikalischen Topos für das Pastorale.
Im römischen Karneval 1679 betrat Scarlatti „die Bühne der musikalischen Öffentlichkeit“ mit Gli equivoci nel sembiante, einer Pastorale mit allen typischen Elementen der venezianischen Opernhandlung wie Schlafszene, Wahnsinnsszene oder Lamento, jedoch mit weniger komplexem Handlungsablauf. Scarlatti kam dem Bedürfnis des Publikums „mit einer außergewöhnlichen melodischen Phantasie und einem untrüglichen Gespür für Balance und Timing, für das rechte Maß im Verhältnis von Pathos und Burleske“ entgegen. Der Orchestersatz zeigt den fähigen Kontrapunktiker, virtuoser Gesang verbindet sich mit den imitierend einsetzenden Streichern „zu einem vielstimmigen Konzert“.
1690 fand Scarlatti für die heroische Oper ohne komische Szenen La Statira einen erhabenen Tonfall, der bereits im eröffnenden pathetischen Accompagnato-Rezitativ angeschlagen wird. Auch die Arien haben verglichen mit seinem Opernerstling deutlich öfter Orchesterbegleitung. Die Vielfalt der Arienformen sowie die Verzahnung von Handlung und Musik weisen diese Oper jedoch noch dem ausgehenden 17. Jahrhundert zu.

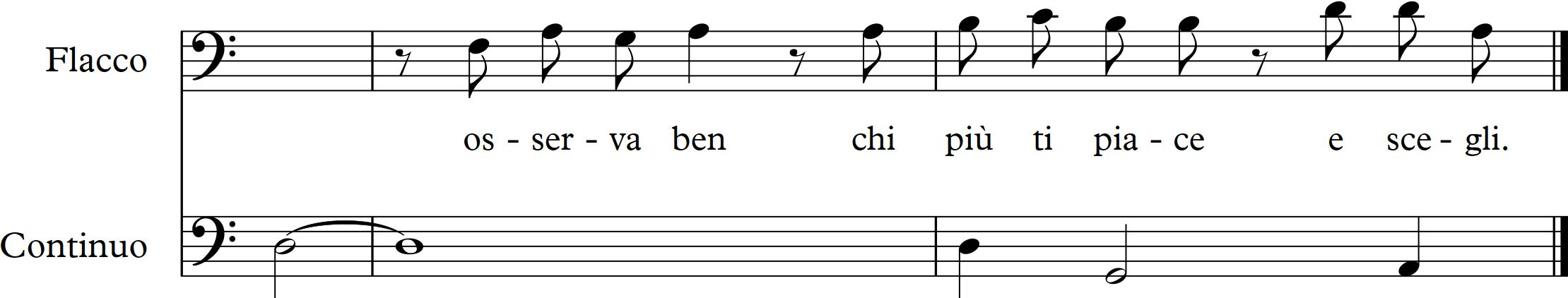
Ausschnitt aus dem Eröffnungsrezitativ aus La caduta de’ decemviri

Um 1696 vollzog sich ein Wandel in Scarlattis Stil. Die für Neapel unter Vizekönig Medinaceli komponierten Opern weisen eine andere Verwendung von chromatischen Alterationen der Melodie und vorübergehenden Wechseln in die parallele Molltonart auf. Man findet nun für Scarlatti typische Manierismen, er verfügte über größere stilistische Freiheit. Eine unausgewogene Rhythmik im Rezitativ mit ihrem charakteristischen Verhältnis zwischen Metrik und Rhythmus ebnete Scarlatti den Weg zur Aufnahme in die Accademia dell’Arcadia. So ignorierte Scarlatti mitunter starke Betonungen auf Silben (etwa auf „ben“ im Notenbeispiel aus dem Eröffnungsrezitativ von La caduta de’ decemviri), um den harmonischen Rhythmus auf den letzten Takt zuzuspitzen.
Scarlattis Beiträge für venezianische Opernbühnen, Mitridate Eupatore (1706) und Il trionfo della libertà (1707) waren wenig erfolgreich, was zu gutem Teil auf die Libretti von Girolamo Frigimelica Roberti mit ihrem blutigen und bitteren Charakter zurückzuführen ist.
Auf „neapolitanisches Konto“ geht die Entstehung einer Musiksprache für komische Opern. Nach einer Reihe von Beispielen der Commedia per musica, bei denen der Text in neapolitanischem Dialekt im Vordergrund stand, brachte Scarlattis Il trionfo dell’onore (1718/19) mit heroischen Zügen eine neue Ausrichtung.
Obwohl nicht mehr „auf dem letzten Stand der Entwicklung“, gilt Scarlattis letzte Oper Griselda, 1721 uraufgeführt, als ein Höhepunkt der Operngeschichte im frühen 18. Jahrhundert. Der Handlungsablauf ist durchgehend durch das Schema Rezitativ und Da-capo-Arie geordnet, wobei fast alle Arien die Funktion des Abgangs einer Figur haben, hinzu treten zwei Duette, ein Trio und ein Quartett. Die Musik ist von der Spannung zwischen Singstimme und individuellem Instrumentalsatz bestimmt. Die Da-capo-Struktur hat sich zu komplexen Gebilden entwickelt, Singstimme und Instrumentarium, Tonalität und Klangfarbe dienen der dramatischen Aussage. Die oftmalige Wiederholung eines Anfangsthemas in immer anderer Ausprägung lässt sich als Bild für die „Durchnuancierung des Verhaltens“ lesen, wie es für einen Höfling der Zeit notwendig war, um in seiner Umwelt bestehen zu können.

### Oratorien

Il primo omicidio, Titelblatt des Librettos, Venedig 1706

Oratorien wurden in Rom um 1700 vorrangig von Kirchen- und Kollegienmusikern oder Komponisten in fürstlichen Diensten geschaffen. Dabei bilden Scarlattis Gattungsbeiträge „eine Art lokales Kontinuum der Gattung“, das jedoch durch Experimentierfreude, ja Exzentrizität geprägt ist und schon durch die Textbücher aus dem Mainstream der Gattung ausschert. Gegenüber der Andacht steht zunehmend Repräsentation, auch „politisch allegorische Agitation“. Oratorien ersetzten die durch päpstliche Dekrete erschwerten Opernaufführungen. Von 38 Werken sind noch 23 greifbar.
1683 eröffnete der junge Scarlatti Agar et Ismaele esiliati mit einer Sinfonia, die deutlich auf das Vorbild Alessandro Stradellas Bezug nimmt. Die Üppigkeit wird zehn Jahre später in La Giuditta mit hinzutretenden Flöten, einer Trompete und Posaunen gesteigert. Wie die Opern um 1690 haben Scarlattis Oratorien dieser Zeit italienische Ouvertüren, Accompagnato-Rezitative, Da-capo-Arien und konzertierende Instrumente. Das für Venedig komponierte Il primo omicidio vertritt 1707 beispielhaft die Annäherung des Oratoriums an die Oper durch Fortlassung des Erzählers und Rücknahme der Bedeutung des Chores. Die Betonung des konzertierenden Elementes dieser Partitur könnte aus Rücksicht auf das Publikum der Lagunenstadt gewählt worden sein. Das letzte erhaltene Oratorium Scarlattis, La Vergine addolorata (1717) zeigt die Vorherrschaft originär musikalischer Tendenzen über die Bedeutung der Sprachdeklamation seiner frühen Gattungsbeiträge.

### Kantaten und andere weltliche Vokalmusik
Scarlattis mehr als 600 Kantaten stellen einen Höhepunkt dieser Gattung dar, deren Grundlage oft zum Zweck der Vertonung geschaffene arkadische Texte von lyrischem Charakter über Liebende in pastoralen Landschaften waren. Mitunter gibt es kleine dramatische Handlungen allegorisch-mythologischen Inhalts.
Die römische Kantate wurde in Adelspalästen und in den Zusammenkünften der Akademien gepflegt und in prunkvollen Handschriften überliefert, die „weniger Studien- und Aufführungsmaterialien als Dokumente von Aufführungen und von persönlichen Beziehungen“ sind. Zahlreiche Kantatentexte, die Scarlatti vertonte, entstammen dem Umfeld der literarischen Akademie.
Der Komponist setzte für die Kantate die Folge Rezitativ – Arie – Rezitativ – Arie durch, wobei das Gesamte ein tonales Zentrum erhielt. Scarlatti befolgte das Schema jedoch nicht sklavisch, besonders seine frühen Gattungsbeiträge bieten eine Vielfalt an Satzfolgen. Typisch ist die konzertante Führung des Basses, der nicht nur im Zusammenhang mit der Devise Selbständigkeit behaupten kann und mitunter virtuos eingesetzt wird. Es finden sich Arien mit oder ohne Devise, neben der Da-capo-Arie gibt es liedhafte und dramatische Formen, konzertierende Instrumente können hinzutreten.
Für die „anspruchsvolle[n] Adressat[en]“ der Kantaten erzeugte der Komponist innerhalb der Standardisierung durch eine Spannung zwischen Modell und Regelverletzung eine „hohe Qualität mit Überraschungsmomenten“. Arkadische Poesie und das tonale System nahmen „formal immer stringentere Gestalt“ an und wurden „zum Experimentier- und Innovationsfeld für das Verhältnis von Musik und Text“.
Zwischen der Kammerkantate und der Oper war die von Scarlatti mit Elementen des Concerto grosso angereicherte Gattung der Serenata angesiedelt, komponiert in der Regel für besondere Anlässe und ein kultiviertes Publikum.
Scarlattis acht unbegleitete polyphone Madrigale gehören zu den letzten Beiträgen dieser Gattung, die im 16. Jahrhundert als „Hausmusik für anspruchsvolle Geselligkeit“ eine ähnliche Stellung gehabt hatte wie die Kantate bei Scarlatti. Hier konnte nun Scarlatti seine Vorliebe für das Extravagante oder Irreguläre ausleben, die in seinen Rezitativen mitunter kritisiert wurde.

### Kirchenmusik
Scarlattis Messkompositionen tendieren zu fragilen Texturen, ausbalancierter Phrasierung, lyrisch-sentimentalem Ton und klagender Chromatik. Von den erhaltenen zehn Messen und einem Requiem sind sieben Kompositionen im stile antico gehalten und bringen kunstvolle Kanon- und Choralbearbeitungstechniken mit einer tonalen und melodisch geglätteten Satzweise in zyklischer Anlage zusammen. Die Niederschrift der Missa Clementina II (1716) ist mit der Aufteilung der Stimmen, der eckigen Notenform und anderen Archaismen als Beschwörung der Vergangenheit angelegt, während die Kompositionstechnik deutlich davon abweicht und etwa auf Ligaturen verzichtet wird. Der deutlichste Unterschied zu den Vorbildern des 16. Jahrhunderts sind harmonisch bedingte Intervallschritte und akkordisch gedachte Themenbildungen, etwa im Kyrie I der Missa Clementina I. Das Alte tritt als Stil auf, ohne dass damit wie im Historismus des 19. Jahrhunderts eine Abkehr von der Gegenwart verbunden wäre.
Auf Scarlatti geht die Tradition zurück, das Gloria als zentralen affirmativen Ordinariumssatz zu betonen, wie es für die Missa solemnis typisch werden sollte. Diesem Typus entspricht mit der 1720 entstandenen Missa di S. Cecilia (MV 6) in A-Dur für Soli, Chor, Streicher und Generalbass Scarlattis Hauptwerk der erhaltenen konzertierenden Ordinariumsvertonungen. In diesen wird der Text in jedem der fünf Ordinariumsteile in eine Folge von Abschnitten untergliedert, die in Tonart und Besetzung kontrastieren. Die Instrumente haben selbstständige Partien, häufig gibt es Ritornelle. Aus formalen Gründen werden auf unliturgische Weise Wiederholungen weiter zurück liegender Textteile vorgenommen.
Scarlattis Johannespassion für Solostimmen, Vokalensemble, Streicher und Basso continuo aus dem späten 17. Jahrhundert bildet eine Ausnahme in der katholischen Liturgie, in der wegen der Reform von Trient ältere responsoriale Passionsvertonungen in Gebrauch blieben. Wie in der Matthäus-Passion von Johann Sebastian Bach erhält Jesus mit der Begleitung von zwei Violinen und Viola einen akustischen „Heiligenschein“. Im Gegensatz zur deutschen Tradition der oratorischen Passion, die mit neu gedichteten Arien und Kirchenliedern primär auf Erbauung zielt, ist der Charakter festlich und der Kunstgenuss steht im Vordergrund.
Die konzertante Kirchenmusik Scarlattis richtete sich an ein breites Publikum und wirkte auf Zeitgenossen in Rom und Neapel. In den späten Psalmvertonungen finden sich Charakteristika, die auch bei Antonio Vivaldi und Giovanni Battista Pergolesi bekannt sind: Elemente des Instrumentalkonzerts und freier Umgang mit dem Text.
Die Confraternitäten trugen eine Stabat-Mater-Tradition, die sich von Scarlatti bis ins späte 18. Jahrhundert als stilistisch einheitlich darstellt.

### Instrumentalwerke
Die Bezeichnung Sinfonie di concerto grosso (1715) verdeutlicht, dass mit „Concerto grosso“ weniger eine Form als eine Art der Instrumentalbesetzung gemeint wurde. Hier treten nun auch Bläser im Concertino auf, wobei allerdings die Concertino-Praxis mit wechselnden Tutti- und Solo-Passagen nur selten zum Einsatz kommt. Viel eher gewinnt Scarlatti durch verschiedene Instrumentenkombinationen verschiedene Klangfacetten. Zu den Streichern treten ein oder zwei Flötenstimmen, in zwei Sinfonien zusätzlich eine Oboe oder eine Trompete. Die beiden Flöten, die häufig solistisch oder zumindest mit der Melodie zum Einsatz kommen, bringen eine Nähe zu Antonio Vivaldis Doppelkonzerten, ohne dass dessen Ritornellform genutzt würde, die vielfältigen Kompositionen folgen zudem nicht einem gemeinsamen Formmodell. In der 12. Sinfonia finden sich Anklänge an französischen Stil.
Die posthum in London veröffentlichten Six Concertos in Seven Parts haben zu Vermutungen geführt, dass es sich um Bearbeitungen von fremder Hand handeln könnte, wobei sich für die Hälfte der Sätze Vorlagen in den Quattro sonate a quattro finden lassen. Die Besetzung ist in Ripieno und Concertino aufgeteilt. Die Tempo-Angaben als Satzüberschriften und je ein fugierter Satz rücken die Stücke in die Nähe des Da-chiesa-Modells, während ein abschließender Tanzsatz an das Da-camera-Modell gemahnt.
Die Quattro sonate a quattro, die vermutlich nach 1715 komponiert wurden, haben viel Aufmerksamkeit erhalten, da ihre Besetzung wegen des Fehlens eines Basso continuo dem späteren Streichquartett entspricht. Die Cellostimme ist jedoch in den ersten drei Sonaten beziffert. Nur wenige ältere Beispiele für diese Besetzung sind bekannt, so von Giuseppe Colombi und Giovanni Maria Bononcini. Die Aufgabenteilung im Streicher-Ensemble gestaltete Scarlatti unterschiedlich: Teilweise ist die Melodie den beiden Violinen vorbehalten, während die tieferen Instrumente Stützfunktion innehaben, teilweise sind alle Stimmen gleichberechtigt, insbesondere bei fugierten Sätzen.
Drei Cellosonaten nach dem Modell Arcangelo Corellis werden Scarlatti zugeschrieben. Eine herausragende Rolle kommt in Scarlattis Instrumentalwerk jedoch der Flöte zu. Zwar begeisterte der Traversflötist Johann Joachim Quantz Berichten zufolge im Jahr 1724 durch gemeinsames Musizieren in Neapel Scarlatti, wahrscheinlich ist jedoch, dass in Scarlattis Kompositionen stets die Blockflöte gemeint war. Neben Werken für Flöte und Basso continuo stehen gemischte Besetzungen wie in den Sette sonate per flauto e archi für Flöte, zwei Violinen, Violoncello und Basso continuo. Hier bildet die Flöte mit den beiden Violinen eine Gruppe von Melodieinstrumenten mit Begleitung der Bassgruppe, mitunter tritt der weiche Klang des Blasinstruments solistisch hervor.
Scarlattis Toccaten für Cembalo bieten eine „solide Grundlage für das Cembalo-Spiel“ mit Abbildung einer Hand und Angabe eines Fingersatzes. Die Abschnitte der Kompositionen sind ausgedehnt und selbstständig, besonders in der einfallsreichen Toccata VII aus den Primo e secondo libro di Toccate mit der abschließenden Follia. Fortlaufende Sechzehntel erfordern eine gewisse Virtuosität.

## Rezeption
Scarlattis Werk fungiert als „Scharnier zwischen dem Zenit des Hochbarocks und dem Wandel der Musikgeschichte im weiteren 18. Jahrhundert“. Es übte einen wichtigen Einfluss auf Georg Friedrich Händel aus, der für seine Opern in Scarlattis Werk eindrucksvolle Modelle vorfand. Die Begegnung mit Scarlatti war für ihn ein Höhepunkt seiner italienischen Reise. Johann Adolf Hasse war während seines Aufenthaltes in Neapel Schüler von Scarlatti.
Scarlattis Bedeutung ist auch in der englischen Geschichte des Musiktheaters erkenntlich: Die letzte durchgängig gesungene Oper am Theatre Royal Drury Lane in London war 1707 ein Pasticcio mit Musik hauptsächlich von Giovanni Bononcini und Scarlatti, in den nächsten Jahren experimentierte das Queen’s Theatre mit zweisprachigen Opern auf Italienisch und Englisch, am erfolgreichsten war dabei Pyrrhus and Demetrius mit Musik großenteils aus Scarlattis erfolgreicher Oper Pirro e Demetrio.
Bereits zu Lebzeiten gab es jedoch widersprüchliche Beurteilungen von Scarlattis Werk, einerseits galt er als Autorität, demgegenüber stand Kritik und Abwertung. Die entgegengesetzten Positionen entsprachen weniger lokalen Zugehörigkeiten als fortschrittlichen oder konservativen Haltungen, wobei Scarlatti von letzterer Seite in Schutz genommen wurde. In den wenigen Schriften zur Musikgeschichte aus dem 18. Jahrhundert wird Scarlatti unzutreffenderweise als Lehrerfigur für Leonardo Vinci, Leonardo Leo, Giovanni Battista Pergolesi und andere geführt. Charles Burney pries gegen Ende des Jahrhunderts Scarlatti als schöpferischsten und originellsten Vertreter des goldenen Zeitalters der italienischen Kantate um 1700. Im 19. Jahrhundert trat an die Stelle des Enthusiasmus die Anerkennung von Scarlattis Innovation und seiner didaktischen Wirkung. Scarlattis zuvor kaum beachtete Kirchenmusik wurde im Zuge der kirchenmusikalischen Reformbewegung des 19. Jahrhunderts mit ihrer Rückbesinnung auf ein a-cappella-Ideal nach Giovanni Pierluigi da Palestrina wiederbelebt.
1905 legte Edward Joseph Dent mit Alessandro Scarlatti. His Life and Works eine musikwissenschaftliche Monographie vor. 1963 folgte die Dissertation Alessandro Scarlatti’s Cantate da Camera. A Bibliographical Study von Edwin Hanley, die gemeinsam mit Roberto Paganos und Lino Bianchis Alessandro Scarlatti (1972) bis ins 21. Jahrhundert zahlreiche Einzelstudien anregte.
In einer Rezension der Aufnahme von La Griselda unter René Jacobs für Harmonia Mundi aus dem Jahr 2004 wird hervorgehoben, wie modern das Kaleidoskop von Stilen dieser Oper wirkt, und dass die Aufnahme nachvollziehbar macht, warum die Opera seria ein Jahrhundert lang Bestand hatte.

## Werke (Auswahl)

### Opern (Librettist, Ort und Jahr der Uraufführung)
- Gli equivoci nel sembiante (D. F. Contini; Privattheater von G. Contini, Rom 1679)
- L’onestà negli amori (D. F. Bernini oder D. F. Contini; Palast der Königin Christine, Rom 1680)[119]
- Tutto il mal non vien per nuocere (Giuseppe Domenico de Totis; Teatro Capranica, Rom 1681; Neufassung als Dal male il bene, Neapel 1687)
- Il Pompeo (Nicolò Minato;  Teatro Colonna, Rom 1683)
- L’Aldimiro, o vero Favor per favore (Giuseppe Domenico de Totis; Palazzo Reale, Neapel 1683)[120]
- Olimpia vendicata (Aurelio Aureli; Palazzo Reale; Neapel 1685)[121]
- La Rosmene, o vero L'infedeltà fedele (Giuseppe Domenico de Totis;Palazzo Doria-Pamphilj, Rom 1686)[122]
- Clearco in Negroponte (A. Arcoleo; Palazzo Reale, Neapel 1686)
- La Statira (P. Ottoboni; Rom 1690)
- Gli equivoci in amore, overo La Rosaura (G. B. Lucini; Palazzo della Cancelleria, Rom 1690)[123]
- La Teodora Augusta (A. Morselli; Palazzo Reale, Neapel 1692)
- Il Flavio Cuniberto (M. Noris; Neapel 1693)
- Pirro e Demetrio (A. Morselli; Teatro San Bartolomeo, Neapel 1694)
- Comodo Antonino (Francesco Maria Paglia; Teatro San Bartolomeo, Neapel 1686); mit Vittoria Tarquini, Maddalena Musi, dem Kastraten Domenico Cecchi gen. „il Cortona“ und dem Bass Giov. Battista Cavana u. a.[124]
- L’Emireno (overo il consiglio dell'ombra) (F. M. Paglia; Teatro San Bartolomeo, Neapel 1696); mit Vittoria Tarquini, Maddalena Musi, Domenico Cecchi gen. „Cortona“ und Giov. Battista Cavana u. a.[125]
- La caduta de’ decemviri (Silvio Stampiglia; Teatro San Bartolomeo, Neapel 1697); mit Matteo Sassano gen. „Matteuccio“, Vittoria Tarquini, Maddalena Musi und Nicola Grimaldi gen. „Nicolini“ u. a.[126]
- La donna ancora è fedele (D. F. Contini; Teatro San Bartolomeo, Neapel 1698)
- Il prigioniero fortunato (F. M. Paglia; Teatro San Bartolomeo, Neapel 1698); mit Nicolino (Nicolò Grimaldi), Maddalena Musi, Giov. Battista Cavana u. a.[127]
- L’Eraclea (S. Stampiglia; Neapel 1700)
- Dafni, favola boschereccia (Eustachio Manfredi & F. M. Paglia; Villa des Vizekönigs, Posillipo (Neapel), Sommer 1700)[128]
- Arminio (Antonio Salvi; Villa Medici, Pratolino, 1703)
- Il gran Tamerlano (A. Salvi; Villa Medici, Pratolino, 1706)[129]
- Mitridate Eupatore (G. Frigimelica-Roberti; Venedig 1707)
- Il trionfo della libertà (G. Frigimelica-Roberti; Venedig 1707)
- L’Amor volubile e tiranno (G. D. Pioli, bearb. v. G. Papis; Teatro San Bartolomeo, Neapel 1709)
- La principessa fedele (Agostino Piovene; Neapel 1710)
- Scipione nelle Spagne (Apostolo Zeno; Neapel 1714)
- Tigrane (D. Lalli; Neapel 1715)
- Carlo re d’Alemagna (Francesco Silvani; Neapel 1716)
- Telemaco (C. S. Capeci; Rom 1718)
- Il trionfo dell’onore (F. A. Tullio; Neapel 1718)
- Cambise (Domenico Lalli; Neapel 1719)
- Marco Attilio Regolo (M. Noris; Teatro Capranica, Rom 1719)
- Griselda (Apostolo Zeno, bearb. v. F. M. Ruspoli; Teatro Capranica, Rom 1721), mit Giacinto Fontana „Farfallino“ als Griselda, Giovanni Carestini als Costanza und Antonio Bernacchi als Gualtiero.[130]

### Oratorien
- La Giuditta (Rom 1693)
- La religione giardiniera (Text: Filippo de Raimo; UA: San Pietro Martire, Neapel, 5. Oktober 1698; u. a. mit Nicolò Grimaldi („Nicolino“), Domenico Melchiorri gen. „l'Aquilano“, Antonio Manna („Abbate Camerini“). Revision als: Il giardino di Rose, Palazzo des Francesco Maria Ruspoli, Rom 1707)[131]
- Oratorio per la Santissima Annuntiata (Text: Pietro Ottoboni; UA: Oratorio di San Filippo, Rom, April 1703)
- Humanità e Lucifero (Rom, 1704)
- San Filippo Neri (Text: Pietro Ottoboni; UA: Rom, 1705)
- Sedecia re di Gerusalemme (Rom, 1705–1706)
- Il primo omicidio (Text: Antonio Ottoboni; Venedig 1707)
- Il martirio di Santa Cecilia (Text: Pietro Ottoboni; UA: Rom 1708)
- Il Dolore di Maria Vergine (1717)

### Instrumentalmusik
- 12 Sinfonie di Concerto grosso (1715)
- 6 Concertos in Seven Parts (eigentlich Sonate a quattro) (London, 1740)
- 4 Sonate a quattro
- 3 Sonaten für Violoncello und Basso continuo
- 2 Suiten für Flöte und Basso continuo (1699)
- 7 Sonaten in Concerti di flauto, violini, violetta, e basso di diversi autori (Sammelhandschrift)
- 2 Sonaten für Flöte, zwei Violinen und Basso continuo
- Sonate für zwei Flöten, zwei Violinen und Basso continuo
- Sonate für drei Flöten und Basso continuo
- diverse Toccaten für Cembalo
  - 3 Toccate, ognuna seguita da fuga e minuetto (1716)
  - Toccata d’intavolatura per cembalo ò pure per organo d’ottava stesa
- 2 Sinfonie für Cembalo (1699)
- La Follia (1715)
- 10 Partite sopra basso obbligato (1716)

### Theoretische Werke
- Regole per Principianti (ca. 1715)
- Discorso sopra un caso particolare di arte (1717)
- Kanons: Tenta la fuga ma la tenta invano; Voi sola; Commincio solo; zwei Kanons zu zwei Stimmen
- 15 Fugen zu zwei Stimmen
- Studio a quattro sulla nota ferma
- Varie introduttioni per sonare e mettersi in tono delle compositioni (ca. 1715)